# اعتراضات ۲۰۲۴ ارمنستان
اعتراضات ۲۰۲۴ ارمنستان (انگلیسی: 2024 Armenian protests) که در این کشور بیشتر با عنوان «تاووش برای میهن» (به ارمنی: Տավուշը հանուն Հայրենիքի، به لاتین: Tavushy hanun Hayrenik’i) شناخته می‌شود، مجموعه‌ای از تظاهرات خیابانی بود که در سراسر ارمنستان برگزار شد. این اعتراضات در واکنش به تلاش نیکول پاشینیان، نخست‌وزیر ارمنستان، برای تعیین حدود مرزی میان ارمنستان و آذربایجان آغاز شد. این توافق شامل واگذاری چهار روستای متروکه باغانیس ایروم، آشاغی اسکیپارا، خیرم‌لی و قیزیل‌هجیلی در امتداد مرز به آذربایجان بود.

## اعتراضات
در ایروان، اعتراضات خودجوش به رهبری مخالفان در ۲۴ و ۲۵ آوریل رخ داد. رهبران اپوزیسیون ادعا کردند که پلیس استفاده از روش‌های تهاجمی علیه معترضان در شهر در ۲۴ آوریل را به کار برده است. در سایر نقاط کشور، تظاهرات منجر به بسته شدن موقت بزرگراه‌های ملی و منطقه ای مانند بزرگراه ایروان-مغری بزرگراه ایروان-گیومری، باغانیس-ووسکپار و بزرگراه بین ایالتی که ارمنستان را به گرجستان شد. در ۲۶ آوریل ۲۰۲۴، معترضان به مسدود کردن خیابان‌ها در ایروان و بزرگراه‌های اصلی خارج از شهر ادامه دادند تا با امتیازات ارضی که توسط دولت نیکول پاشینیان به عنوان آغاز مرز ارمنستان با آذربایجان نشان داده شده بود، مخالفت کنند. بعضی از آنها برای این هدف از وسایل نقلیه بزرگ استفاده می‌کردند. مقامات اجرای قانون برای باز کردن ترافیک در تقریباً تمام این مسیرها مداخله کردند.
گروه مخالف پارلمانی اتحاد ارمنستان خواستار رای عدم اعتماد به پاشینیان شد. با این حال، اپوزیسیون فاقد نمایندگی کافی برای ارائه یک طرح داشت، زیرا قرارداد مدنی دارای اکثریت فوق‌العاده در پارلمان است.در ۷ می ۲۰۲۴، پاشینیان از دخالت شخصیت‌های مذهبی در سیاست انتقاد کرد و گفت: «دولت نباید در امور کلیسا دخالت کند. کلیسای حواری ارمنی قوانین فعالیت و مقررات خاص خود را دارد. اما به‌طور کلی بدیهی است که امروزه کاتولیکوس تمام ارامنه یک جنبش سیاسی را در ارمنستان رهبری می‌کند.»

### اعتراضات به رهبری گالستانیان
در ۹ مه، اعتراضات در حالی گسترش یافت که اسقف اعظم باگرات گالستانیان از نخست‌وزیر پاشینیان خواست ظرف یک ساعت استعفا دهد، اما هیچ پاسخی از دولت دریافت نکرد. در ۱۰ مه، گالستانیان از دانشجویان دانشگاه خواست تا کلاس را تحریم کنند و به اعتراضات او بپیوندند و برخی این کار را انجام دادند و گفت که اگر "خواست خداً بود که او نخست‌وزیر شود "من کی هستم که نه بگویم؟" گالستانیان بعداً تأیید کرد که نه تنها تابعیت ارمنی بلکه کانادایی نیز دارد. قانون اساسی ارمنستان منع دوتابعیتی را از خدمت به عنوان نخست‌وزیر منع می‌کند. گالستانیان همچنین به معترضان گفت که اگر پاشینیان به خواسته‌های آنها گوش ندهد، باید «در اقدامات مسالمت‌آمیز نافرمانی شرکت کنند».
در ۱۰ می، حداقل ۴۸ معترض توسط پلیس به دلیل نقض ماده ۱۸۲ قانون تخلفات اداری ارمنستان دستگیر شدند.  همه ۴۸ نفر مجاز به آزادی با وثیقه، در صورت استطاعت آن بودند. همچنین در ۱۰ مه، گالستانیان برای مشورت با ائتلاف سرژ سرکیسیان و نمایندگان اتحاد ارمنستان رابرت کوچاریان ملاقات کرد.
در ۱۱ مه، Tigran Urikhanyan، نماینده سابق پارلمان و رهبر فعلی حزب اتحاد، به درخواست دولت ارمنستان در روسیه به دلیل «دعوت برای سرنگونی خشونت آمیز ساختار قانون اساسی در کشور» دستگیر شد. علاوه بر این، معترضان در گیومری یک کاروان موتوری به نام «تاووش برای وطن مادری» تشکیل دادند و به سمت ایروان حرکت کردند تا از معترضان آنجا حمایت کنند و به مسدود کردن جاده‌ها کمک کنند. در ۱۳ مه، حداقل ۱۷۱ معترض توسط پلیس در ایروان دستگیر شدند. گالستانیان از هواداران خواست تا پایتخت را «فلج» کنند. معترضان قبل از اینکه توسط پلیس حذف شوند، جاده‌ها را مسدود کردند و برای مدت کوتاهی ترافیک را مختل کردند. ۱۵۶ نفر از معترضان تا اواخر بعد از ظهر از بازداشت پلیس آزاد شدند. در همان روز، گالستانیان اظهار داشت که دیگر تجمعی در میدان جمهوری برگزار نخواهد شد، اما معترضان را تشویق کرد که در نقاط دیگر شهر نافرمانی مدنی انجام دهند.
بر اساس گزارش اتحادیه شهروندان آگاه، بیشترین جمعیت معترضان در ۹ مه حدود ۲۰۰۰۰ نفر را تشکیل می‌دادند. رالی دوم روز بعد تنها ۱۱۷۰۰ نفر را به خود جلب کرد. دو روز بعد جمعیت کمتر شد. حدس زده می‌شد که کوچاریان به تظاهرکنندگان برای شرکت در تظاهرات در ایروان کمک مالی کرده و به آنها پول پرداخت کرده است. در ۱۴ می، بنیاد جیمزتاون خاطرنشان کرد که اعتراضات نتوانستند شتاب بیشتری بگیرند.
در ۱۶ مه، جمعیت کوچکی از معترضان در مقابل تئاتر اپرای ایروان که میزبان رویدادی بین پاشینیان و بانک اروپایی بازسازی و توسعه بود، تجمع کردند. در ۱۷ می، گالستانیان با نمایندگان کنگره ملی ارمنی ملاقات کرد. در ۲۱ مه، گالستانیان با نمایندگان تبعیدی مجلس ملی آرتساخ در ایروان ملاقات کرد. در ۸ ژوئن، گالستانیان از ارمنستان خواست تا روابط قوی تر با روسیه ایجاد کند.
در ۱۲ ژوئن، نیکول پاشینیان به پارلمان گفت که دولت او ارمنستان را از سازمان پیمان امنیت جمعی به رهبری روسیه (CSTO) خارج خواهد کرد و پاشینیان گفت: "ما ترک خواهیم کرد. ما تصمیم خواهیم گرفت که چه زمانی خارج شویم… نگران نباشید، ما برنمی گردیم». پاشینیان همچنین گفت که پیمان صلح با آذربایجان رو به اتمام است، اما کشورش درخواست آذربایجان مبنی بر تغییر قانون اساسی ارمنستان را نمی‌پذیرد. پس از اظهار نظر پاشینیان، درگیری بین پلیس و تظاهرکنندگان در ایروان آغاز شد و معترضان به سمت پلیس بطری و سنگ پرتاب کردند. معترضان پارلمان را محاصره کردند و سعی کردند به ساختمان یورش ببرند، اما پلیس توانست جمعیت را متفرق کند. مقامات پلیس گفتند ۱۷ افسر زخمی شدند.

## مخالفت با اعتراضات
آرتور هوانیسیان، یک قانونگذار قرارداد مدنی مدعی شد که «تظاهرات ضد دولتی در حال انجام توسط کلیسای حواری ارمنی و روسای جمهور سابق رابرت کوچاریان و سرژ سرکیسیان هماهنگ شده است.» او گفت که آنها تلاش می‌کنند «کودتا را با ابزارهای غیر دموکراتیک انجام دهند.» در همین حال، در جلسه ۳۰ آوریل مجلس شورای ملی، نمایندگان قرارداد مدنی گالستانیان را جاسوس روس معرفی کردند.
در ۷ مه ۲۰۲۴، آنی خاچاطریان، یکی از اعضای حزب هانراپتویون بر ارتباط بین شرکت کنندگان در راهپیمایی، روحانی برجسته، و روسیه تأکید کرد. خاچاطریان تصریح کرد: «شرکت کنندگان نهضت، یعنی روحانیون، حتی ارتباط خود را با روسیه پنهان نمی‌کنند» و «تاریخ نشان می‌دهد که روحانیت بزرگ‌ترین عامل روسیه بودند». خاچاطریان همچنین اظهار داشت: اسقف اعظم باگرات روحانی مورد استفاده شخصی رابرت کوچاریان است.